# لورا سيكورد
كانت لورا سيكورد (نيى إنجيرسول؛ 13 سبتمبر/أيلول 1775- 17 أكتوبر/تشرين الأول 1868) بطلة في حرب 1812. اشتهرت بإنها سارت
علي قدميها مسافة عشرين ميلاً (32 كم) مغادرًة الإقليم المُحتل من قِبَل أمريكا عام 1813 لكي تحذر القوات البريطانية من الهجوم الوشيك. إن
إسهامها في الحرب لم يكن معروفاً بشكل كبير أثناء حياتها، لكن منذ وفاتها أصبح يتم تكريمها بشكل معتاد في كندا. يُذكر أن العديد من الكنديين
يربطون بين البطلة لورا سيكورد وشركة شيكولاته لورا سيكورد التي تم تسميتها بذلك نِسبًة للذكرى المئوية لمسيرتهاعلي الرغم من عدم وجود
علاقة بينهما.
عاش والد لورا- توماس إنجيرسول- في إقليم ماساشوستس وقاتل إلي جانب الوطنيين أثناء حرب الاستقلال الأمريكية (1775-1783). في عام
1795 قام بنقل عائلته إلي منطقة نيجارا الموجودة في إقليم كندا العلياوذلك بعد إن قدم طلب بمَنحِه قطعة ارض وقام باستلامها. تزوجت لورا بعد
ذلك بفترة وجيزة من الموالي جيمس سيكورد، الذي أُصيب فيما بعد بجُرح خطير في معركة مرتفعات كوينزتون في بداية حرب 1812. وبينما
كان لايزال يتعافي في عام 1812، قام الأمريكان بغزو شبه جزيرة نيجارا، بما في ذلك قرية كوينزتون. حصلت لورا سيكورد أثناء فترة
الاحتلال علي معلومات عن هجوم أمريكي مُخطط، فذهبت خلسة في صباح يوم 22 يونيه حتي تُخبر الملازم أول جيمس فيتزجيبون في الأراضي
التي لايزال يسيطر عليها البريطانيين. وقد ساعدت هذه المعلومات البريطانيين وحلفائهم المحاربين من قبيلة موهوك في صد غزو الأمريكيين في
معركة بيفردامز. لم يتم ذكر جهود لورا سيكورد حتي عام 1860، حين تولي الملك إدوارد السابع احكم والذي منح الأرملة الفقيرة 100 جنية
استرليني نظير خدماتها.
تم إدراج قصة لورا سيكورد في الإيحاءات الأسطورية في كندا. أصبحت حكايتها مصدر موضوعات الكتب، والمسرحيات، والشعراء، وعادة
مايتم إضافة المزيد من التَهَاوِيل إلي القصة الحقيقية. قامت كندا بمنحها العديد مظاهر التكريم منذ وفاتها بما في ذلك تسمية مدرسة علي اسمها
وكذلك آثار، ومتحف، وطابع تذكاري، وعملة، وتمثال ضمن تماثيل فلينتس التذكارية الموجودة في العاصمة الكندية.

## تاريخ العائلة وبداياتها
تزوج توماس إنجيرسول (1749- 1812) من إليزابيث ديوي وهي في سن (السابعة عشر عامًا) وذلك في 28 فبراير/شُباط عام 1775. وُلدت طفلتهم الأولي، لورا، في منطقة غريت بارينغتون في مستعمرة خليج ماساشوستس في 13 سبتمبر/أيلول عام 1775. عاشت عائلة توماس في ماساشوستس لمدة خمسة أجيال. والد توماس هو ريتشارد إنجيرسول والذي وصل إلي مدينة سالم، ماساشوستس من مقاطعة بيدفوردشير، انجلترا عام 1629. وُلد توماس عام 1749 في مدينة ويستيفيلد( ماساشوستس). وُلدت إليزابيث، ابنه إسرائيل ديوي، أيضًا في ويستيفيلد في 28 يناير/كانون الثاني عام 1758. انتقل توماس إلي مدينة غريت باد ينغتون عام 1774، حيث استقر في منزل بُني علي قطعة أرض صغيرة علي شاطئ نهر هاوساتونيك. وعلي مدار السنوات القليلة القادمة، ساعده نجاحه كصانع كقبعات علي زيادة حيازة الأراضي وتوسيع منزله كلما كبرت عائلته، وقضي توماس وقتًا كبيرًا بعيدًا عن منزله حيث أخذ يرتقي في المناصب العسكرية إلي جانب الثوار الأمريكان أثناء حرب الاستقلال الأمريكية وتم تعيينه في منصب قاضي عقب عودته إلي مدينة غريت بارينغتون.
أنجبت إليزابيث ثلاث فتيات أخريات هُن: إليزابيث فرانكس في 17 أكتوبر/أيلول عام 1783؛ وميرا (أو ماريا) عام 1781؛ وأبيجيل ف سبتمبر/أيلول عام 1783. تركت العائلة أبيجيل لتتبناها إحدي خالاتها المعروفة باسم «ناش». توفيت إليزابيث إنجيرسول في 20 فبراير/شُباط عام 1784، وتزوج توماس مرة ثانية في 26 مايو/أيار عام 1785 من أرملة جوسيا سميث. لم تُنجب ميرثي علي الإطلاق، لكن يعود لها الفضل في تعليم بنات زوجها القراءة والتطريز بالإبرة قبل وفاتها بمرض الدرن عام 1789. وعندما بلغت لورا سن المراهقة، كانت تعتني بشقيقاتها وتهتم بشئون المنزل. تزوج توماس بعد وفاة ميرثي بأربعة أشهر، في 20سبتمبر/أيلول عام 1789، من سارة «سالي» باكس، أرملة وأم لطفلة تُدعي هاريت. أنجب الزوجان أربع فتيات وثلاثة أولاد. وُلد الولد الأول، تشارلز فورتسكو، في 27 سبتمبر/أيلول عام 1791. كانت تشارلوت (المولودة عام 1793) وأبولونيا (المولودة عام 1794) أخر من وُلد من أعضاء عائلة إنجيرسول في ماساشوستس.
ساعد توماس في كبح جماح تمرد شايس عام 1786، الأمر الذي تسبب في حصوله علي رتبة رائد. لكنه في السنوات التالية عاصر وعاني من الاضطهاد المستمر الذي تعرض له المواليين لبريطانيا العظمي. أدرك توماس أنه في ظل تدهور الأوضاع الاقتصادية عقب حرب الاستقلال ومع ديونه المتراكمة أصبح من غير المُرجح له أن يعيش في نفس مستوي رفاهيته مرة أخري. في مدينة نيويورك عام 1793، تقابل توماس مع جوزيف براند قائد قبيلة موهوك الذي عرض علي توماس أن يدله علي أنسب قطعة أرض ليقيم بها. سافر توماس في صُحبة أربعة أخرين إلي كندا العليا لكي يقدم عريضة التماس إلي المحافظ ملازم جون سيمكو من أجل الحصول علي امتياز قطعة أرض. استلم توماس ورفاقه 66.000 فدان(27.000 هكتارًا؛ 103 ميل مربع) عند وادي التايمز، وأسسوا منطقة «أكسفورد أون ذا تايمز»(والتي عُرفت فيما بعد باسم إنجيرسول، أونتاريو)، شريطة أنهم يجعلوا المنطقة آهله بأربعين عائلة أخري في غضون سبع سنوات. انتقلت عائلة توماس إلي كندا عام 1795، وذلك بعد أن قاموا بتصفية جميع أعمالهم في غريت بارينغتون.

## كندا العليا، الزواج والأطفال
ساند توماس إنجيرسول عائلته في سنواتهم الأولي في كندا العليا حيث أدار حانة في كوين ستون في الوقت الذي يتم فيه استصلاح الأراضي وبناء الطرق في المستوطنة. أقامت الأسرة في كوين ستون حتي تم الانتهاء من بناء كوخ لهم (مصنوع من جذور الشجر فقط) في المستوطنة عام 1796. بعد عودة المحافظ جون سيمكو إلي إنجلترا عام 1796، زادت المعارضة في كندا العليا ضد «الموالين للبريطانيين» مثل توماس إنجيرسول الذي وصل إلي كندا طالبًا امتياز قطعة أرض. ثم تقليص الامتيازات الممنوحة بشكل كبير كما تم إبطال عقد امتياز توماس لأنه لا يستوفي كافة الشروط. شعر توماس بأنه انخدع، لذلك انتقل بعائلته عام1805 إلي نهر كريدين، الذي يَقرُب من مدينة يورك (تورنتو حاليًا)، حيث نجح في إدارة نُزُل حتي وفاته عام 1812 إثر اصابته بسكتة دماغية. استمرت سالي في إدارة النُزُل حتي وفاتها عام 1833.
لم تُغادر لورا منطقة كوين ستون حين رحلت عائلتها، وذلك لأنها تزوجت من رجل ثري يُدعي جيمس سيكورد، كان ذلك علي الأرجح في يونيه/حزيران عام 1797. كانت بداية عائلة سيكورد في فرنسا، حيث كان الاسم يُنطق (ديسكورد أو سيكار). فر خمسة من أبناء سيكورد، كانوا أعضاء بروتستانت في الكنيسة الفرنسية، خوفًا من تعرضهم للاضطهاد في فرنسا، واسسوا مدينة نيوروتشيل، نيويورك عام 1688. وفي ظل الثورة الأمريكية، اعطي أعضاء العائلة من الموالين لقب عائلتهم طابعًا أنكليزيًا وحولوه إلي سيكورد.
عاش الزوجان، لورا وجيمس، في منزله في منطقة سانت ديفيدز، وخصصوا الطابق الأول من المنزل ليكون متجرًا. وضعت لورا طفلتها الأولي، ماري، في سانت ديفيدز عام 1799، ثم انجبت بعدها كلًا من تشارلوت (1801)، وهاريت (10 فبراير/شُباط عام 1803) ، وتشارلز باديو (1809، وكان هو الذكر الوحيد)، وأبولونيا (1810).

## حرب 1812
عندما إندلعت حرب 1812، كان جيمس سيكورد يخدم في ميليشيا لينكولن الأولي، تحت قيادة الضابط اسحاق بروك. كان من ضمن الذين حملوا جثمان بروك بعد مقتله في الهجوم الأول في معركة مرتفعات كوين ستون التي وقعت في أكتوبر/تشرين الأول عام 1812. كما أُصيب جيمس أيضا بجروح بالغه في ساقه وكتفه أثناء المعركة. وصلت أنباء اصابته إلي لورا التي أسرعت إليه في الحال. بعض المصادر أفادت أن لورا وجدت ثلاثة جنود أمريكان كاون علي وشك ضربه حتي الموت باستخدام عصا بندقياتهم. يُقال أن لورا توسلت إليهم لتنقذ حياة زوجها وعرضت عليهم أن تفتديه بحياتها في المقابل، وصادف ذلك مرور القائد جون إي وول الذي شاهد الموقف وعًنًف الجنود. وهذه القصة ربما تكون مجرد حكاية مؤلفة، أو ربما تكون قصة ابتدعها حفيدها جيمس بي سيكورد. عندما وصل الزوجان وجدوا أن المنزل قد تم نهبه في غياب لورا. قضت لورا الشتاء في سانت ديفيدزDavids, وهي تُمَرض زوجها المصاب طيلة الشهور التالية حتي يستعيد صحته.
شَن الجيش الأمريكي هجومًا في 27 مايو/أيار عام 1813 عبر نهر نيجارا، واحتلوا فورت جورج. كما سقطت كوين ستون ومنطقة نيجارا في يد الأمريكان. تم إرسال الرجال الذين وصلوا إلي سن الخدمة العسكرية لسَجنهم في الولايات المتحدة، ولم يكن جيمس سيكورد الذي كان لايَزال يتعافي ضمن هؤلاء الرجال. وفي يونيه/حزيران أقام عدد من الجنود الأمريكان في منزل عائلة سيكورد.

## مسيرة لورا سيكورد

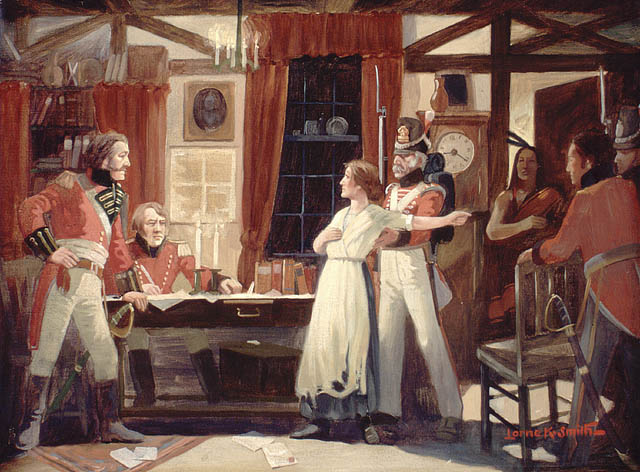
لورا سيكورد تحذر القائد البريطاني جيمس فيتزجيبون من الهجوم الأمريكي علي بيفر دامز، يونيه/حزيران 1813

إنه في مساء يوم 21 يونيه/حزيران، عَلِمت لورا سيكورد بمُخطط الأمريكان بخصوص شَن هجوم مُفاجئ ضد القوات البريطانية بقيادة المُلازم جيمس فيتزجيبون عند بيفر دامز، ويَرجع الفضل في عدم وقوع شبه جزيرة نيجارا في قبضة الأمريكان إلي ما فعلته لورا سيكورد. ليس مُوضح كيف عَلمت لورا بهذه الخطط. طبقًا للأقوال المأثورة، يُقال أنها استرقت السمع إلي حديث جري بين الأمريكان المُقيمين في منزلها أثناء تناولهم العشاء. وبينما كان زوجها يتماثل للشفاء من جروح معركة أكتوبر، خرجت لورا في الصباح الباكر في اليوم التالي لتُحذر المُلازم. يُقال أنها سارت مسافة (32 كم) من المنطقة المعروفة اليوم باسم كوين ستون، مرورًا بسانت ديفيدز، وهومير، وسانت كاثرينز، والتلال القصيرة عند مُنحدر نيجارا، وذلك قبل وصولها إلي معسكر الحلفاء من محاربين قبيلة موهوك الذين أرشدوها علي الطريق المُتبقي لتصل إلي مكان ارتكاز فيتزجيبون عند منزل ديكيو.
تم إعداد قوة صغيرة من الجيش البريطاني ومعها فرقة عسكرية من محاربين موهوك لصد الهجوم الأمريكي. مُعظم الجنود الأمريكان إما أن أُصيبوا أو سُجنوا في معركة بيفردامز في 24 يونيه/حزيران. لم يكن هناك أي ذكر لاسم لورا سيكورد في التقارير التي وصلت عقب نشوب المعركة.

## سنوات ما بعد الحرب
بعد الحرب ومع تحول متجر لورا في منطقة كوين ستون إلي حطام، ضرب الفقر العائلة. لم يدعم العائلة آنذاك سوي معاش الحرب الذي يحصل عليه جيمس، وإيجار قطعة أرض تَبلُغ 200فدانًا كانوا يمتلكوها في بلدة جرانتهام.
وًلدت الطفلة السادسة للورا، لورا آن، في أكتوبر/تشرين الأول عام 1815، ومولودتهم الأخيرة، هانا، في عام 1817. تزوجت الابنة الكبري، ماري، من طبيب يُدعي وليام ترمبول في 18 إبريل/نيسان عام 1816. وضعت ماري في 27 مارس/آزار عام 1817 في آيرلندا الطفلة إليزابيث ترمبول أول أحفاد لورا وجيمس. وضعت ماري، في جاميكا، طفلة أخري سمتها ماري أيضًا، ثم عادت بأبنائها إلي كوين ستون عام 1821 عقب وفاة زوجها.

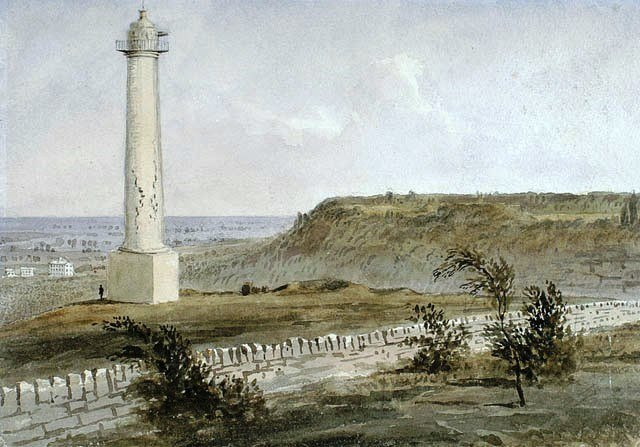
اخذت لورا سيكورد وعد بأنها ستتولي وظيفة في أثر بروك ، ولكن تم اسناد الوظيفة إلي امرأة أخري(صورة رسمها فيليب جون بينبريدج عام 1840

ارسل جيمس المُعدم عريضة التماس إلي الحكومة عام 1827 من أجل الحصول علي عمل. لكن المحافظ المُلازم بير جرين ميتلاند لم يقدم له وظيفة ولكن عرض علي لورا أحد الأعمال. أسند المحافظ إليها وظيفة الإشراف علي إتمام أثر بروك. رفضت لورا هذا العرض في البداية ولكنها عادت ووافقت علي مضض. عندما تم افتتاح أثر بروك عام 1831، علمت لورا أن المحافظ ملازم جون كولبورن كان يرمي إلي إسناد الوظيفة إلي أرملة أحد أعضاء اللجنة المسئولة عن الأثر والذي تُوفي في حادث. في 17 يوليه/تموز عام 1831، قدمت لورا عريضة التماس إلي المحافظ كولبورن بأن يُوفي وعد ميتلاند، كما أوردت فيها شهادة من فيتزجيبون كدليلًا علي مساهمتها في الحرب. كما كتبت أيضًا أن ميتلاند قال للعقيد توماس كلارك، «لايمكن الآن أن تفكر في [أرملة عضو اللجنة] السيدة نيكول وذلك لإني أعطيت وعد للسيدة لورا بالحصول علي الوظيفة في أقرب وقت ممكن.» وبالرغم من هذه المناشدة لم تحصل لورا علي الوظيفة.
ماتت ابنه لورا في عمر الثامنة عشر عام 1828 بسبب مرض التيفوس  كما تم تعيين جيمس في وظيفة كاتب الجلسة في محكمة نيجارا للمواد الحسبية. ترقي توماس عام 1833 إلي منصب قاضي، وتولي ابنه تشارلز بيدو وظيفة مُسجل الجلسة. وُلد الابن الأول لتشارلز بيدو، تشارلز فورسيث، في 9 مايو/أيار عام 1833. يُعد تشارلز فوسيث أخر نسل عائلة سيكورد الذي عاش في القرن الحادي والعشرين.
أصبح جيمس مُحصل جمارك عام 1835 في ميناء تشيبوا. كان عرض الوظيفة يشمل أيضًا توفير منزل في تشيبوا انتقل إليه مع العائلة. وضع تشارلز بيدو يده علي منزل العائلة الموجود في كوين ستون. انتقلت لورا آن، ابنه لورا سيكورد، مع ابنها للعيش في المنزل عام 1837 وذلك بعد وفاة زوجها.

## السنوات الأخيرة والوفاة

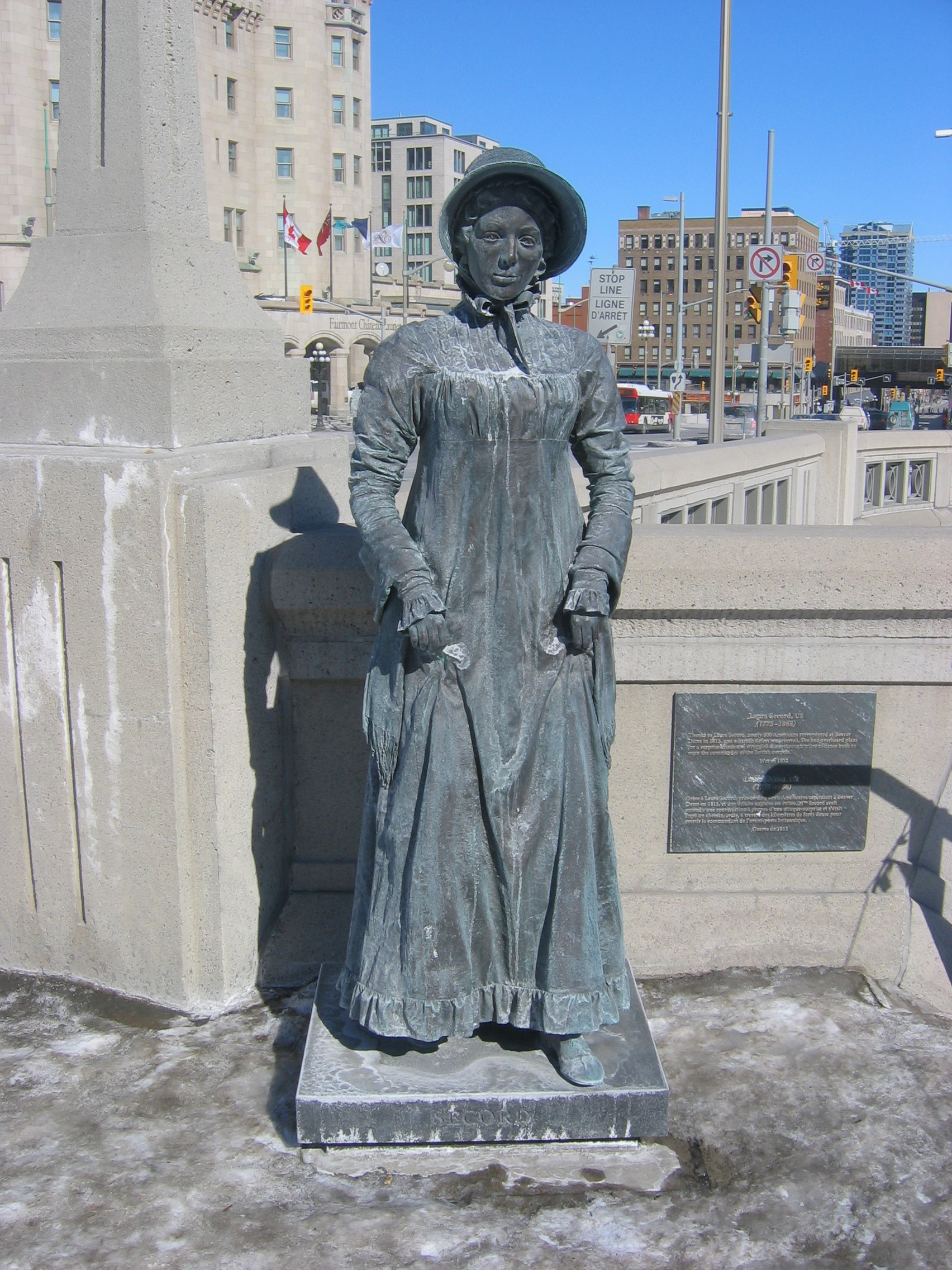
تمثال لورا سيكورد في ساحة فالنتس التذكارية في أوتاوا

تُوفي جيمس سيكورد 22 فبراير/شُباط عام 1841 إثر اصابته بسكتة دماغية. دُفن جيمس، حسب رغبته، عند«تل دروموند»(في شلالات نيجارا حاليًا). ترك جيمس لورا مُعدمة بعد وفاته. لم يَعُد هناك معاش حرب، كما أن لورا أصبحت غير قادرة علي الاحتفاظ بالأرض، وباعت جزء كبير منها. رفض الحاكم العام سيدنهام عريضة 27 فبراير/شُباط لعام 1841 التي ارسلتها مُطالبًة بحصول ابنها علي وظيفة جيمس كمحصل جمارك. كما رفض سيدنهام العريضة التي ارسلتها لورا في مايو/آيار لطلب معاش لنفسها مُعللًا أن جيمس قد حصل علي معاش لعقود. 
انتقلت لورا للعيش في منزل من الطوب الأحمر في ووترستريت }} في نوفمبر/تشرين الثاني عام 1841. وذلك بمساعدة أفراد العائلة الأيسر حالًا. انتقلت الأبنة هاريت وابنتيها للعيش مع لورا في مايو/آيار عام 1842 وذلك بعد وفاة زوجها بفعل الكُحل المُسمم. عاشت هاريت وابنتيها مع لورا حتي أخر عمرها. انضمت إليهم الابنة الصُغري، هانا، مع ابنتيها وذلك عقب وفاة زوجها عام 1844. وعلي الرغم من عدم خبرة لورا، تولت إدارة مدرسة صغيرة لفترة قصيرة من أجل أن توفر بعض الدعم المادي لنفسها. انتهي هذا المشروع بظهور نظام المدارس العامة عام 1840.
تقدمت عائلة سيكورد عبر سنوات بعدة عرائض للحكومة طلبًا لنوع من عرفان الجميل إلا أن جميعها قُوبلت بالرفض. وفي عام 1860، عندما كانت لورا في سن 85 عامًا، سمع أمير وولز، الذي أصبح فيما بعد الملك إدوارد السابع، بقصة لورا أثناء سفره إلي كندا. عندما علم الملك خلال تواجده في تشيبوا، قُرب شلالات نيجارا، بأزمة لورا المادية وأرسل إليها مبلغ 100 جنيهًا إستيرليني. كان ذلك التقدير الرسمي الوحيد الذي تلقته لورا أثناء حياتها.
ماتت لورا عام 1868 عن عمر يُناهز 93 عامًا. تم دفنها إلي جانب زوجها في «مقبرة تل دروموند» عند شلالات نيجارا. ويُوجد فوق قبرها تمثال نصفي لها بالقُرب من النُصب التذكاري المُقام بمناسبة«معركة لانديز لين». ويقول النقش الموجود علي قبرها الآتي:
من أجل تخليد اسم وشهرة لورا سيكورد، التي سارت بمفردها قرابة 20 ميلًا في طريق وعَرة ومُلتَوية وخطيرة في الغابات والمُستنقعات عبر طريق مُوحل لكي تُحذر النُقطة العسكرية البريطانية الموجودة عند«شلالات ديكوز» من الهجوم المُخطط حيث مَكَنت بذلك ملازم فيتز جيبون في 24 يونيه/حزيران عام 1813، ومعه أقل من 50 رجلًا من محاربين الفرقة 49، و15 أخرين بقيادة كابتن ويليام جونسون كير ودومينيكو دوتشام من مُباغته واقتناص العدو عند بيتشين وودز (أو بيفر دامز). وبعد تشابك قصير تم القبض علي عقيد بوسير رئيس الجيش الأمريكي وجميع قادته البالغين 542 رجلًا. }}

## الذاكرة والاسطورة
طبقًا لوصف حفيد لورا، كان طولها يبلُغ 5 أقدام و4 بوصات (163 سم) ولها عينين بنيتين ووجه حَسن. كتب فيتزجيبون عنها قائلًا: «إن لها قوام هزيل ومظهر رقيق.» كانت لورا بارعة في أعمال الإبرة والخياطة والطهي. وطبقًا لما قاله بيغي ديموند ليفي، كاتب السيرة، فإن أحفاد لورا ظلوا يستمتعون بالقصص التي كانت تحكيها لهم جدتهم عن بداية حياتها، وإن إيمانها بالإنجيلية إزداد مع تقدم عمرها.
وقد ذكر فيتزجيبون في تقريره عن المعركة أنه«تلقي معلومات» عن خطر وشيك، ومن المحتمل أنه لم يَذكر اسم لورا سيكورد في تقريره لحماية عائلتها أثناء سنوات الحرب. ويُذكر أن أول مرة كتب فيها فيتزجيبون عن لورا كانت شهادة بتاريخ 26 فبراير/شُباط عام 1820، دعمًا للعريضة التي تقدم بها زوجها من أجل الحصول علي رخُصة لتشغيل مَحجَر في كوين ستون. وكتب فيتزجيبون عام 1827:
أشهد بموجب هذا الخطاب أنه في يوم 22 يونيه/حزيران عام 1813، وصلت السيدة لورا، زوجة جيمس سيكورد، إلي موقعي في منطقة بيفر دام بعد شروق الشمس حيث سارت من منزلها في سانت ديفيد خلال طرق ملتوية مسافة إثني عشر ميلًا، وأخبرتني أنه قد نمي إلي علم زوجها لية أمس من خلال ضابط أمريكي أنه سيتم إرسال سرية من الجيش الأمريكي من فورت جورج في صباح اليوم التالي (يوم23) من أجل مُباغتة وأسر الفرقة 49 الموجودة في منطقة بيفر دامز تحت قيادتي. وتبعًا لهذه المعلومات، فقد وضعت الهنود بقيادة نورتن جنبًا إلي جنب مع سريتي للتصدي للسرية الأمريكية وقد قضينا ليلة يوم 22 متأهبين لذلك، لكن العدو لم يصل حتي صباح يوم 24 وتم أسر سرية العدو بأكملها. وقد أكد لي قائدهم، عقيد بويرستلير، خلال محادثة جرت بيننا صحة المعلومات التي وصلت إلينا بواسطة السيدة لورا وأوضح عن نيتهم لمحاولة الهجوم في يوم 23، ولكنها لم تتم كما خُطط لها.
```
 جيمس فينزجيبون، خطاب بتاريخ 11مايو/آيار عام 1827.
[
61
]
 }}
```

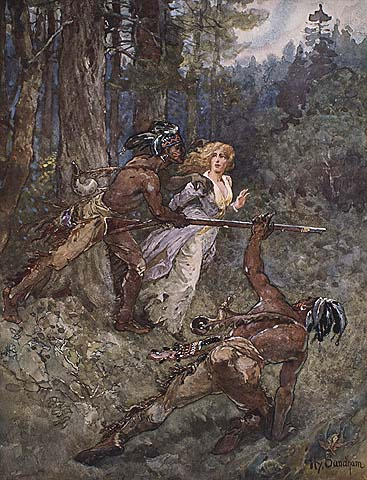
أفراد قبيلة موهوك يقودون لورا إلي الغابة

كما كتب فيتزجيبون أيضًا في شهادة بتاريخ 23 فيراير/شُباط عام 1837 أن لورا قد«أخبرته» بالنوايا الأمريكية، ولكنه لم يُصرح ما إذا كان استخدم المعلومات. وتحدث قائد قبيلة الموهوك، جون نورتون، في مذكراته عن «أحد السكان المخلصين (الذي) أحضر معلومات عن نية العدو لشن هجوم» لكنه لم يَذكُر اسم المواطن. علي الجانب الأخر، لم يَذكُر دومينيك دوتشارم، قائد الموهوك الكانواكي، في تقايره عن موقعة بيفر دامز أنه تلقي أية معلومات من لورا أو فيتزجيبون بخصوص الهجوم الأمريكي الوشيك.
ومن جانبها، كتبت لورا تقريرين عن مسيرتها، الأول عام 1853، والثاني في 1861. لكن كلًا من التقرير لا يحتويا علي تفاصيل مطابقة لما ورد في التقارير العسكرية عن المعركة مثل تواريخ محددة أو تفاصيل عن القوات. وقد تغير تقريرها خلال حياتها. ذكر المؤرخ، بيربيرتون، أنها لم تُصرح أبدًا بشكل واضح كيف علمت بأمر الهجوم الوشيك. لقد قالت لفيتزجيبون أن زوجها قد عرف تلك المعلومات من خلال ضابط أمريكي، ولكن بعد ذلك بسنوات أخبرت حفيدتها أنها استرقت السمع مباشرة إلي الجنود الأمريكان الذين كانوا يقطنون منزلها. ويُرجح بيرتون أن الشخص الذي أخبر لورا من المحتمل أن يكون أمريكيًا لايزال يعيش في الولايات المتحدة، وربما يُوجَه له تهمة الخيانة إذا ما أفصحت لورا عن مصدر معلوماتها. وفي الستينيات من القرن السابع عشر، حيث اكتسبت قصة لورا شهرة، أضاف المؤرخ وليام فورشيركوفين تفاصيل جديدة تتضمن إدعاء بأن لورا أخضرت بقرة معها حتي تبرر خروجها من المنزل تَحسُبًَا لسؤال الدوريات الأمريكية.
شكك عدد من الكتاب في مصداقية قصة لورا سيكورد. وقد استنتج وليام ستيوارت ولاك في كتابه المنشور عام 1932 (قصة لوراسيكورد: دراسة في الدليل التاريخي) أن قصة لورا في الأغلب لا تزيد عن كونها اسطورة وأنها لم تلعب دورًا هامًا في نتيجة معركة بيفر دامز. وزَعَمَ المؤرخ جورج انجرام في كتابه المنشور عام 1965 (تفتيش في قصة لورا سيكورد) أن الناس بالغوا في أمر التشكيك في قصة لورا سيكورد. كما أصقل راث ماكينزي سُمعة لورا في كتابه (لورا سيكورد: الاسطورة والسيدة) المنشور في عام 1971.
التشكيك في إسهام لورا الحقيقي في نجاح القوات البريطانية أمرًا لا يزال مُتنازع عليه. في العشرينيات من القرن الثامن عشر اقترح المؤرخون أن رجال الكشافة من السكان الأصليين كانوا بالفعل قد أخبروا فيتزجيبون مباشرًة قبل أن تصل لورا في 23 يونيه/حزيران. كما كتب المؤرخ إيرنيست كروكشانك عام 1895«لم تكاد السيدة لورا تُنهي حديثها حتي وصل[ رجال دوتشارمز] رجال الكشفاة... وقد واجهوا قوات حرس العدو المُتقدمة.» وفيما بعد تم اكتشاف خطابي تذكية قد كتبهم فيتزجيبون في عامي 1820و 1827 واللذان يؤيدوا ما قالته لورا سيكورد. أكد فيتزجيبون أن لورا قد وصلت يوم 22 يونيه/حزيران (وليس23 يونيه/حزيران) وأنه«تبعًا لما أوردته من معلومات» أصبح قادرًا علي صد قوات العدو.

## التراث

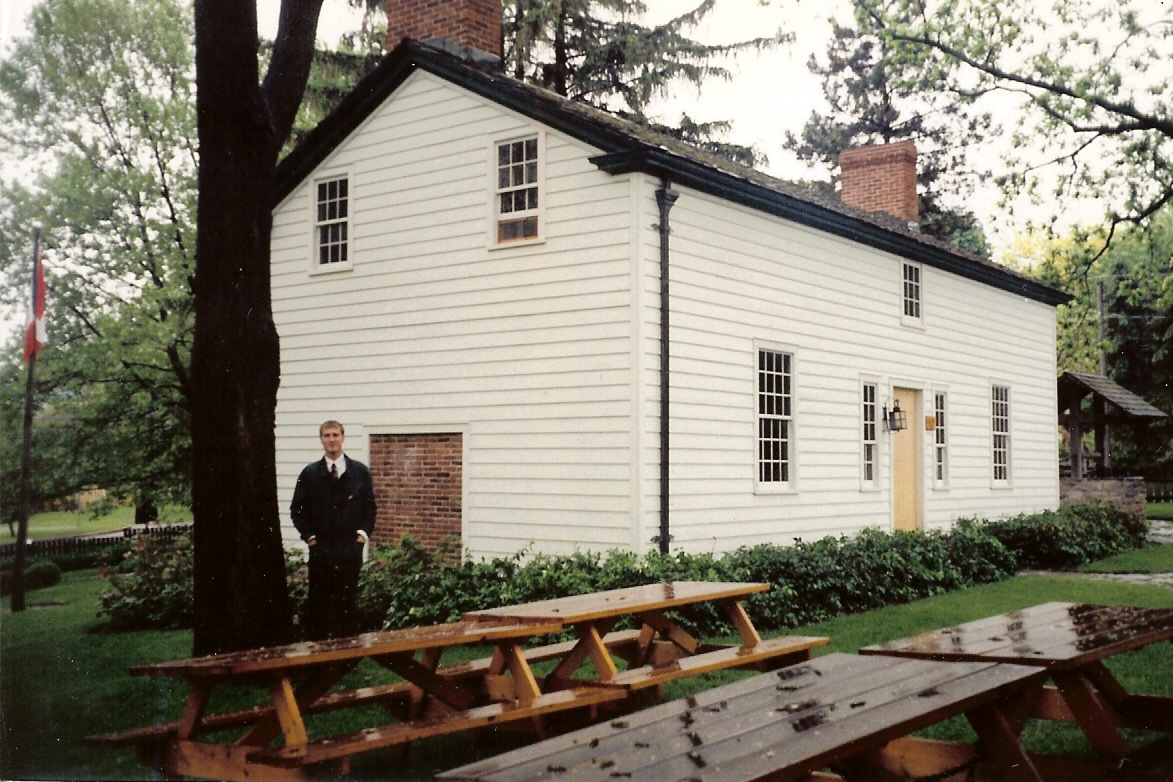
منزل لورا سيكورد في منطقة كوين ستون

تقول المؤرخة سيشليا مورجان أن قصة لورا أصبحت شهيرة في الثمنينيات من القرن التاسع عشر عندما أرادت امرأة من الطبقة العليا أن تقوي الروابط بين السيدات الكنديات والمملكة البريطانية. تقول سيشليا أنهم يحتاجون لأنثي بطلة لكي تصادق علي مطالبهم من أجل حق تصويت المرأة، وكان أول إنتاج لهم هو الدراما الشعرية التي نظمتها سارة آن كورزون بعنوان (لورا سيكورد: بطلة 1812) المنشورة في عام 1887. تسببت المسرحية في«سيل» من المقالات والتدوينات حول لورا التي فاضت بها كتب التاريخ الكندية والنصوص المدرسية في مطلع القرن العشرين. علي الرغم من أن النقاد قد وجهوا تعليقات سلبية حول المسرحية، فإنها كانت العمل الأول الكامل المُخصص لقصتها والذي نشر صورتها.
قُورنت لورا بالبطلة الكندية الفرنسية مادلين دي فيرتشيرز وبطل الثورة الأمريكية باول ريفير. ظل الناس يحكوا قصتها ويتغنوا بها وكذلك أجيال من كتاب السيرة، والكتاب المسرحيين، والشعراء، والروائيين والصحفيين.

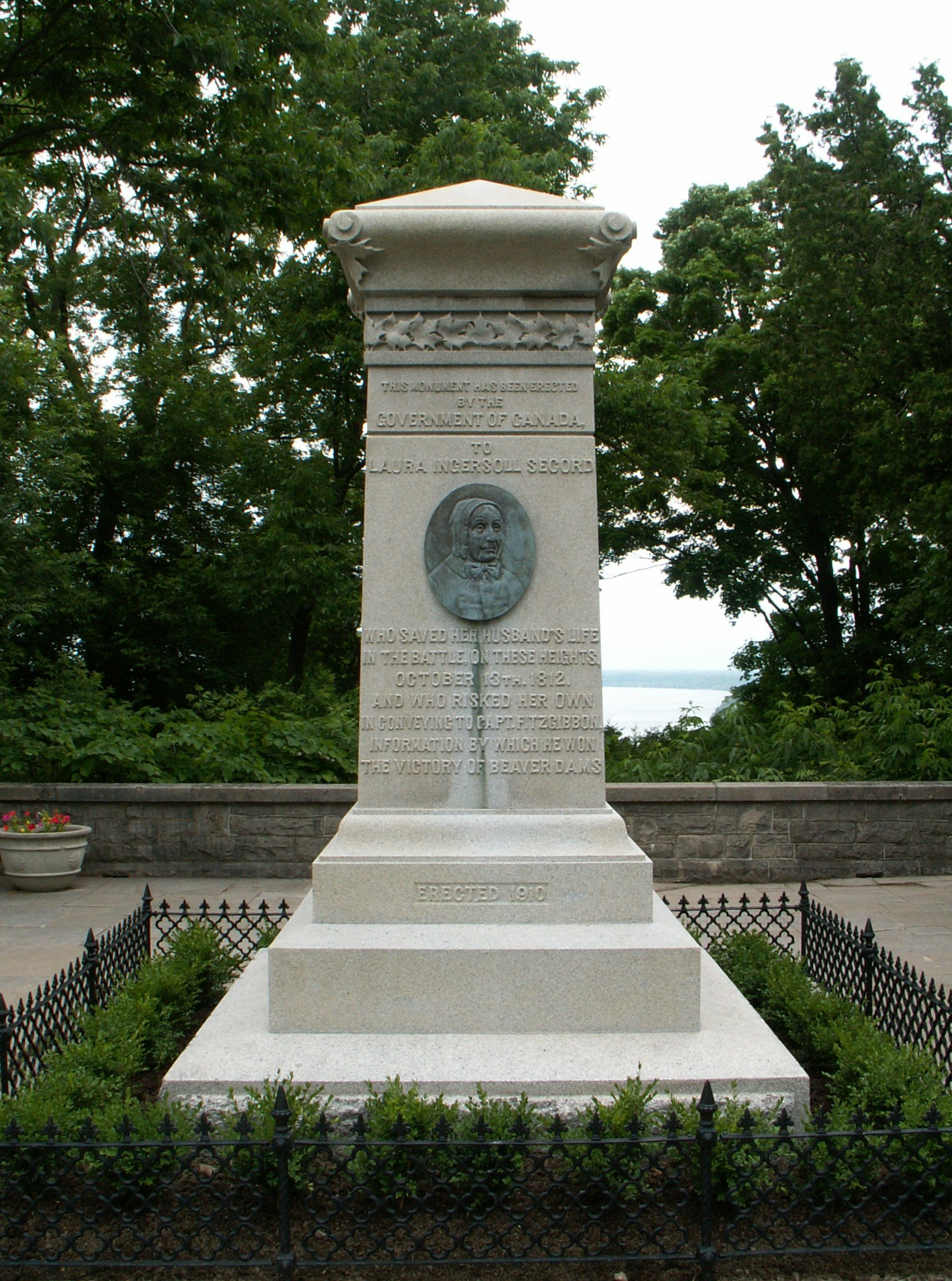
النصب التذكاري للورا سيكورد في مرتفعات كوين ستون

بعد أن اكتشفت إيما كوري، من أوائل المؤيدين للمساوة بين الرجل والمرأة، قصاصة من جريدة تحكي عن قصة لورا بدأت اهتمامها بقصة لورا لفترة كبيرة من الزمن. تتبعت إيما أقارب لورا وصولًا إلي غريت ستون للحصول علي معلومات، وقامت بنشر قصة سيرة ذاتية عام 1900 بعنوان (قصة لورا سيكورد) كما نجحت فيما بعد في الحصول علي موافقة لعمل نصب تذكاري من أجل لورا سيكورد في مرتفعات كوين ستون. ويصل طول التمثال  المصنوع من حجر الجرانيت إلي 7 أقدام (210سم)، بدأ العمل فيه عام 1901. وتم وضع صورة لها في البرلمان عام 1905. كما ألف الكاتب المسرحي ميريل دنيسون مسرحية إذاعية عن قصتها عام 1931 والتي مزجت بين التاريخ الحقيقي والمُحاكاة الساخرة.
وفي الذكري المائة لمسيرتها عام 1913، أسس فرانك أوكونور شركة شيكولاته لورا سيكورد وذلك نشرًا للمشاعر الوطنية. تم افتتاح أول موقع لهذه السلسة في يونج وشارع إيلم في تورنتو. وتم تغليف هذه الشيكولاته في صناديق سوداء مُزخرفة بصورة بارزة للورا سيكورد. وفي السبعينيات من القرن الثامن عشر، أصبحت هذه الشركة أكبر بائع بالتجزئة في كندا. ويربط معظم الكنديين اسم لورا سيكورد بشركة الشيكولاته أكثر منها إلي الشخصية التاريخية.
تم إحراق منزل عائلة سيكورد في كوين ستون وذلك عقب نَهبه أثناء حرب 1812. ثم تم استرجاع المنزل وإعطاءه إلي لجنة منتزهات نيجارا عام 1971، أصبح المنزل الآن متحف ومَتجَر لبيع الهدايا في بارتيتون وشوارع كوين في منطقة كوين ستون. كما تم استخدام منزل توماس إنجيرسول القديم الموجود في مَين ستريت في غريت ستون، ماساشوستس، بمثابة المكتبة المجانية في المدينة منذ عام 1896 حتي 1913، وبعدها تم تأسيس مبني المكتبة في المكان نفسه. وقد خصصت لجنة المقاطعة التاريخية في غريت ستون يوم 18 أكتوبر/تشرين الأول عام 1997 كيوم لورا سيكورد، وصممت لافته باسمها أمام مبني المكتبة.
تم تسميه العديد من المدارس باسم لورا سيكورد، من ضمنهم مدرسة لورا سيكورد العامة (المدرسة
التذكارية للورا سيكورد، 1914- 2010) في كوين ستون، ومدرسة إيكول لورا سيكورد في مدينة وينيبيغ، في مقاطعة مانيتوبا(المؤسسة عام 1912)، ومدرسة الإعدادية لورا سيكورد في فان كوبر، في كولومبيا البريطانية. وتم تخصيص لافته مُنتزه ساحة قتال بيفر دامز باسم لورا سيكورد. وفي عام 1922، أصدر مكتب بريد كندا طابع تذكاري باسم لورا سيكورد. وفي عام 2003، أعلن وزير التراث الكندي لورا سيكورد «كشخصية ذات أهمية تاريخية قومية»، وفي عام 2006 كان تمثال لورا ضمن الأربعة عشر تمثالًا الموجودين في ساحة فلينتس التاريخية في أوتاوا. واحتفالًا بالذكري المائتين لمسيرة لورا سيكورد، تم وضع صورتها علي عملة مُستديرة صادرة من شركة الملكية الكندية لصك العملة، وطابع بريدي صادر من البريد الكندي. كما احتفل جوجل بعيد الميلاد رقم 239 للورا سيكورد مع جوجل دودل عام 2014.